# Бофорт-Уэст

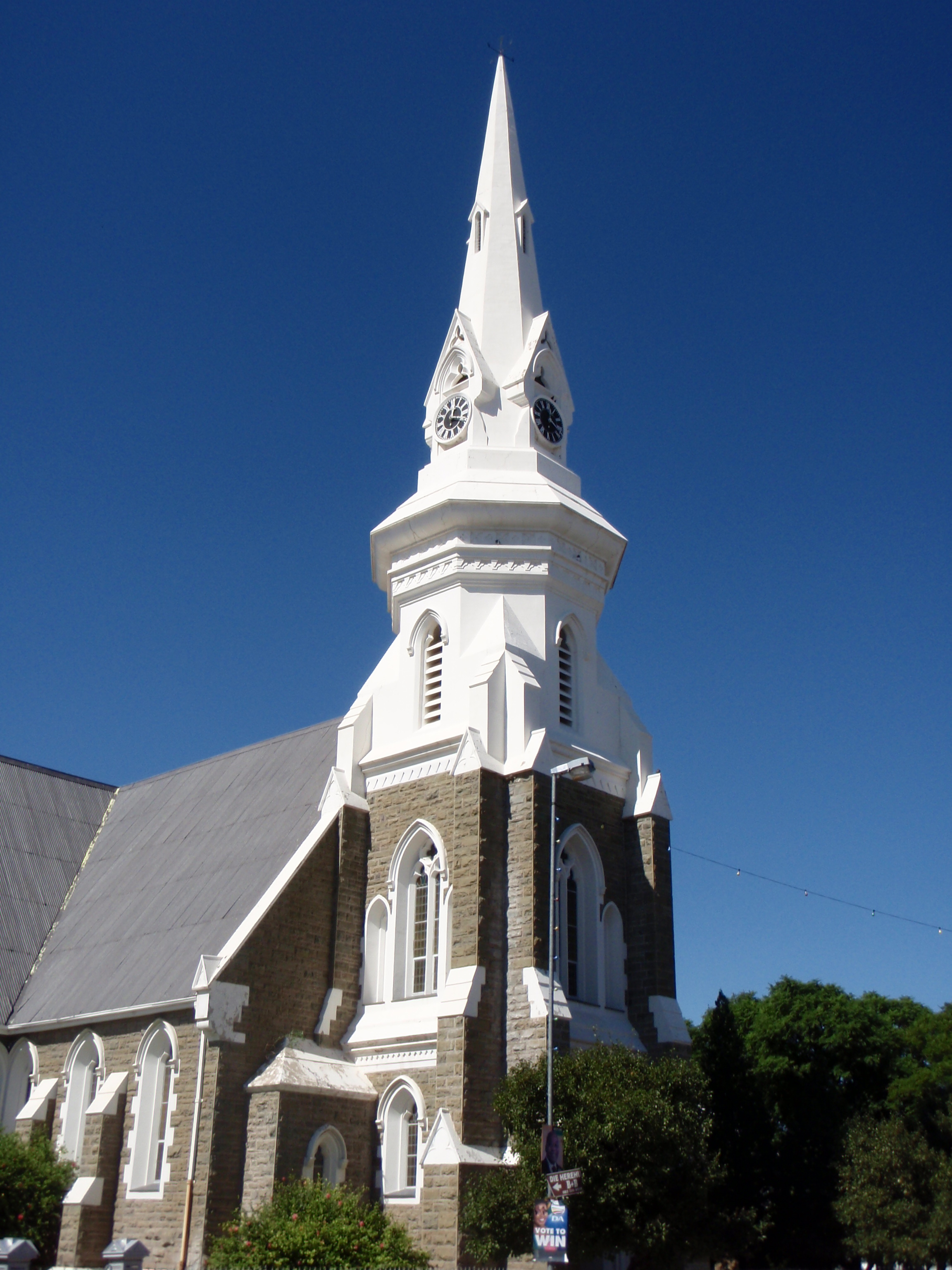
Неоготическая церковь Голландской реформатской церкви ЮАР

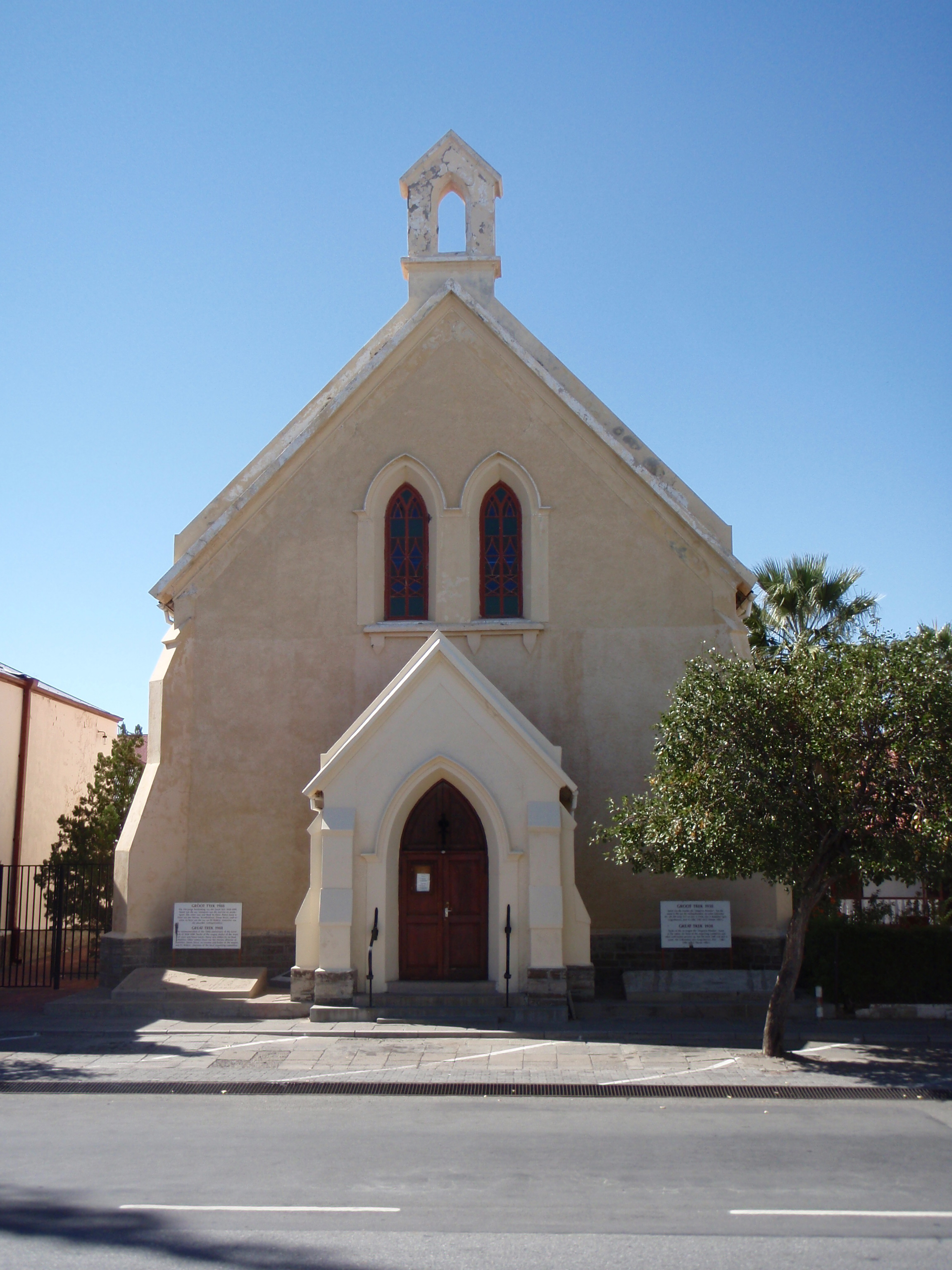
Старая церковь

Бофорт-Уэст (англ. Beaufort West) — город в ЮАР, в Западной Капской провинции. Население в начале XXI века[когда?] составляло около 46 600 жителей.
Город основан в 1818 г. под названием Бофорт в честь Генри Сомерсета, 5-го князя Бофорта (pl:Henry Somerset, 5. książę Beaufort), отца тогдашнего губернатора Капской колонии лорда Чарльза Сомерсета. В 1869 г. название изменили на Бофорт-Уэст, чтобы отличить от названия города Форт-Бофорт в Восточной Капской провинции.
Через Бофорт-Уэст проходит трансафриканское Шоссе Каир-Кейптаун и несколько региональных автомобильных дорог.
Присутствует железная дорога и аэропорт.
Несмотря на статус города, местная экономика в основном является аграрной, в ней преобладает овцеводство. Поблизости от города расположен общественный парк Карру.
В городе родился Кристиан Барнард, впервые выполнивший пересадку сердца.